# Yobe
Yobe és un estat federat de Nigèria, al nord del país. Fou creat el 27 d'agost de 1991 segregat de l'estat de Borno durant l'administració del president Ibrahim Babangida. La capital és Damaturu. La superfície és de 45.502 km²

## Població i economia
Els pobles principals són els Kanuri (els més nombrosos), mangawa, fulani, kares, bolewa, haussa, ngizim, karai-karai, bade, ngamo, shuwa i maga. La majoria dels habitants són musulmans i parlen les llengües pròpies. La població de l'estat era d'1.399.687 el 1991, de 2.321.339 el 2006 i de 2.765.300 habitants el 2011. L'economia de l'estat és principalment agrícola.

## Administració
A l'estat s'aplica la xària.
Està dividit en 17 àrees de govern local (LGA): Bursari, Damaturu, Geidam, Bade, Gujba, Gulani, Fika, Fune, Jakusko, Karasuwa, Machina, Nangere, Nguru, Potiskum, Tarmuwa, Yunusari i Yusufar.
També hi ha catorze emirats amb els seus corresponents consells: Bade, Fika, Ngazargamo o Garzagamu i Machina, Damaturu, Gujba, Ngelzama, Fune, Gudi, Nangere, Nguru, Yusufari, Potiskum i Mashio.

## Conflicte
El 14 de maig de 2013, el president Goodluck Jonathan va declarar l'estat d'emergència als estats de Yobe, Borno i Adamawa per fer front a les activitats del grup guerriller islamista Boko Haram. Abubakar Shekau, el líder de Boko Haram, és nascut a la població de Shekau a Yobe.